# Transit 1B
Транзит-1B (англ. Transit 1B) — американский военно-морской навигационный спутник. Предполагалось использовать его для калибровки инерционных систем управления ракет «Полярис», базирующихся на подводных лодках, а позднее и для гражданского использования. Приёмник должен был замерять Доплеровский сдвиг спутникового сигнала, и, зная точную орбиту спутника, вычислять собственное положение.

## Запуск
При запуске Транзита-1B была впервые использована ракета Тор-Эйблстар. Спутник был успешно выведен на орбиту вместе с макетом спутника Солрад.